# مايك لونغ
مايك لونغ (بالإنجليزية: Mike Long)‏ هو شخصية أعمال أمريكي، ولد في 1974 في ألباني في الولايات المتحدة.

## وصلات خارجية
- الموقع الرسمي